# Henri de Kock

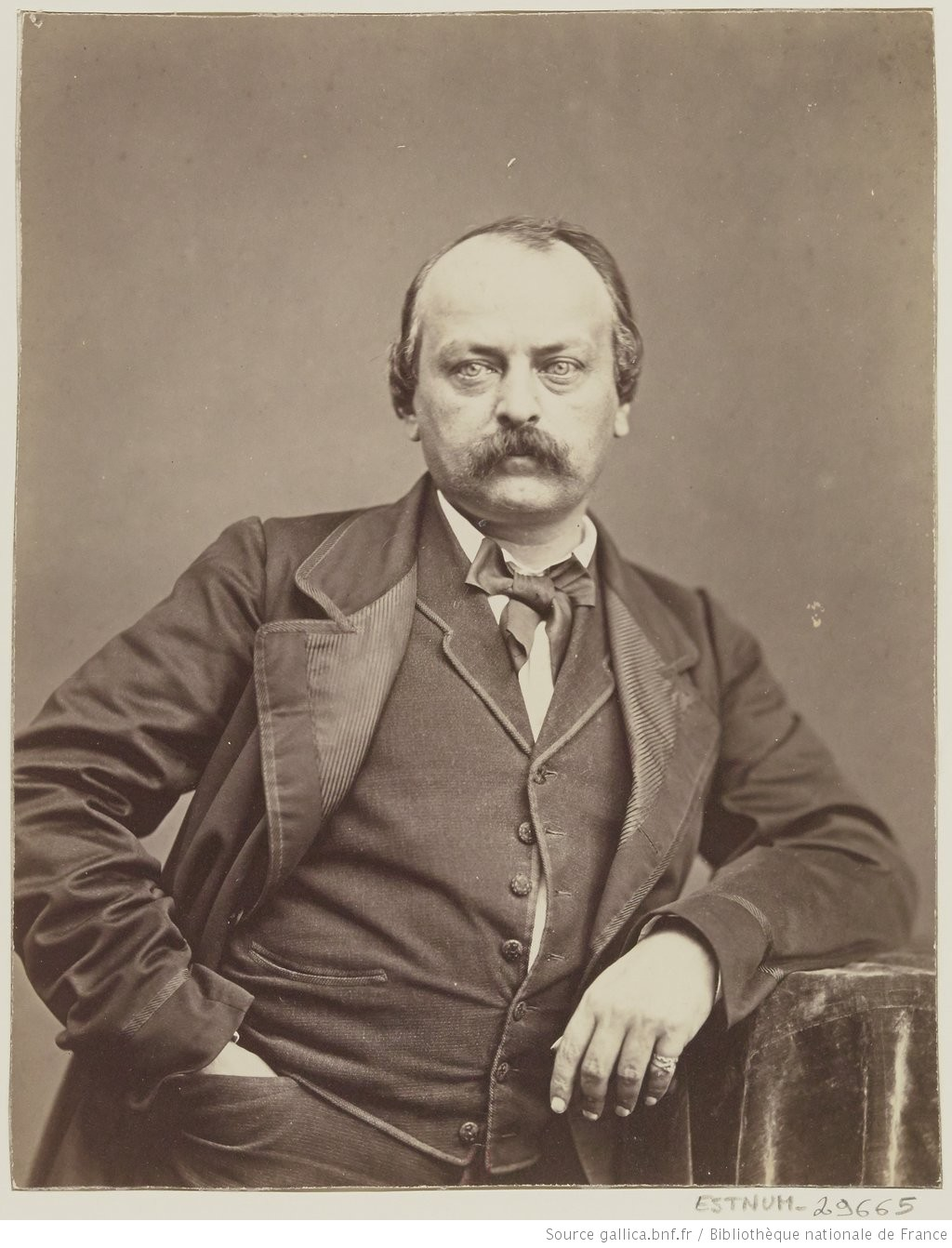
Henri de Kock.

Paul Henri de Kock, född 1819 i Paris, död 1892 i Limeil, var en fransk författare, son till Paul de Kock.
de Kock försökte sig redan tidigt i samma genre, som gav hans far så stor berömmelse, men utan samma framgång. Han skrev också äventyrsromaner i Alexandre Dumas stil och signerade likaledes åtskilliga kvasihistoriska kompilationer (Vies des courtisanes célebres och så vidare) samt samarbetade med sin far och andra för scenen. Av de Kock finns översatta på svenska böckerna Hafvets demoner och Korsarens trolofvade.